# Tyra Grant
Tyra Angelia Grant (Youngstown, 27 agosto 1988) è un'ex cestista statunitense.

## Carriera
È stata selezionata dalle Phoenix Mercury al secondo giro del Draft WNBA 2010 (24ª scelta assoluta).